# Ivan Uchov (cestista)
Ivan Anatol'evič Uchov (in russo Иван Анатольевич Ухов?; Perm', 11 settembre 1995) è un cestista russo, che gioca come ala piccola per il CSKA Mosca.

## Carriera
Uchov ha iniziato a giocare a basket a Solikamsk, per poi passare nel 2012 nelle file del Parma Perm', anno di nascita della squadra stessa. Con il Perm', Uchov ha ottenuto una promozione in VTB United League.
Nella stagione 2016-17, Uchov ha vinto il premio di miglior giovane dell'anno della VTB League. In 24 partite giocate, Uckov ha segnato 7,9 punti di media (44,3% nel tiro da 2, 37,5% nel tiro da 3 e il 76,3% nei tiri liberi), oltre a 3,2 rimbalzi e 1,6 assist a partita. Sempre nella stessa stagione, Uchov vince la medaglia di bronzo della coppa di Russia, grazie alla vittoria per 65-55 contro il Temp-SUMZ-UGMK Revda.
Il 24 gennaio 2018, Uchov viene scelto per l'All-Star Game della VTB League, venendo inserito nella squadra delle Russian Stars.
Il 25 luglio 2018, Uchov firma un contratto triennale con il CSKA Mosca.

## Nazionale
Uchov ha avuto molte esperienza con diverse rappresentative giovanili russe, tra cui spicca la partecipazione al campionato europeo Under-20 del 2015. In quell'edizione, la selezione russa non superò la fase a gironi, concludendo il torneo al sedicesimo posto.
Nell'estate 2017, Ivan ha partecipato al RBF Open Camp con la nazionale russa; inoltre Uchov ha partecipato e vinto i BRICS Sports Games.
A novembre 2017, Uchov viene inserito nella lista dei convocati della nazionale maggiore russa, ma dopo aver partecipato al training camp, non viene scelto per le qualificazioni del campionato del mondo.
Uchov esordisce con la maglia della nazionale russa il 23 febbraio 2018, in un match contro la nazionale francese, valido anch'esso per le qualificazioni al campionato del mondo, chiudendo il match con 5 punti, 2 rimbalzi e 2 assist in quasi 12 minuti di gioco.

## Statistiche

### Eurolega
| Anno       | Squadra    | PG | PT | MP   | TC%  | 3P%  | TL%  | RP  | AP  | PRP | SP  | PP  |
| ---------- | ---------- | -- | -- | ---- | ---- | ---- | ---- | --- | --- | --- | --- | --- |
| 2018-2019† | CSKA Mosca | 13 | 0  | 5,5  | 62,5 | 20,0 | 100  | 0,8 | 0,6 | 0,2 | 0,0 | 1,7 |
| 2019-2020  | CSKA Mosca | 6  | 0  | 5,2  | 37,5 | 20,0 | -    | 1,2 | 0,3 | 0,3 | 0,0 | 1,2 |
| 2020-2021  | CSKA Mosca | 26 | 4  | 9,1  | 35,0 | 38,5 | 25,0 | 0,8 | 0,8 | 0,3 | 0,0 | 2,2 |
| 2021-2022  | CSKA Mosca | 21 | 1  | 10,4 | 38,6 | 35,1 | 75,0 | 1,1 | 0,8 | 0,5 | 0,0 | 2,4 |
| Carriera   | Carriera   | 66 | 5  | 8,5  | 39,8 | 34,9 | 55,6 | 0,9 | 0,7 | 0,3 | 0,0 | 2,1 |

## Palmarès

### Club

#### Competizioni nazionali
- Coppa di Russia: 1

Parma Perm': 2015-16

#### Competizioni internazionali
- VTB United League: 4

CSKA Mosca: 2018-2019, 2020-201, 2023-2024, 2024-2025
- Supercoppa VTB United League: 2

CSKA Mosca: 2021, 2024
- Eurolega: 1

CSKA Mosca: 2018-2019

### Individuale
- VTB United League Young Player of the Year: 1

Parma Perm': 2016-17